# Задорожок
Задоро́жок — село в Україні, у Словечанській сільській територіальній громаді Коростенського району Житомирської області. Населення становить 95 осіб (2001).

## Географія
Село розташовано на Словечансько-Овруцькому кряжі. На захід від села бере початок річка Словечна.

## Історія
У списку населених пунктів Коростенської округи на 17.12.1926 року показане як хутір Листвинської сільської ради Словечанського району. 02.09.1954 року підпорядковане Словечанскій сільській раді. З 30.12.1962 року в складі Овруцького району.
До 7 липня 2017 року село входило до складу Словечанської сільської ради Овруцького району Житомирської області.